# خوان كازاريس
خوان كازاريس (Juan Cazares) (3 أبريل 1992 في الإكوادور – )؛ هو لاعب كرة قدم كان يلعب كلاعب وسط. يلعب مع منتخب الإكوادور لكرة القدم منذ عام 2014.

## وصلات خارجية
- خوان كازاريس على موقع إي إس بي إن إف سي (الإنجليزية)
- خوان كازاريس على موقع قاعدة بيانات كرة القدم.إي يو (الإنجليزية)
- خوان كازاريس على موقع ليكيب (الفرنسية)
- خوان كازاريس على موقع ناشيونال فوتبول تيمز (الإنجليزية)
- خوان كازاريس على موقع Soccerway.com (الإنجليزية)
- خوان كازاريس على موقع عالم كرة القدم.نت (الإنجليزية)
- خوان كازاريس على موقع AS.com (الإسبانية)